# ولیکوو
ولجکوو (به لاتین: Veljkovo}} یک روستا در صربستان است که در Negotin واقع شده‌است.

## خصوصیات
ولجکوو ۲۰۶ نفر جمعیت دارد.